# Triuggio
Triuggio é uma comuna italiana da região da Lombardia, província de Monza e Brianza, com cerca de 7.674 habitantes. Estende-se por uma área de 8 km², tendo uma densidade populacional de 959 hab/km². Faz fronteira com Besana in Brianza, Carate Brianza, Correzzana, Albiate, Lesmo, Sovico, Macherio.

## Demografia
| Variação demográfica do município entre 1861 e 2011                               |
|                                                                                   |
| Fonte: Istituto Nazionale di Statistica (ISTAT) - Elaboração gráfica da Wikipedia |